# CTDSP2
CTDSP2 (англ. CTD small phosphatase 2) – білок, який кодується однойменним геном, розташованим у людей на короткому плечі 12-ї хромосоми. Довжина поліпептидного ланцюга білка становить 271 амінокислот, а молекулярна маса — 30 664.
| 10         |  | 20         |  | 30         |  | 40         |  | 50         |
| ---------- |  | ---------- |  | ---------- |  | ---------- |  | ---------- |
| MEHGSIITQA |  | RREDALVLTK |  | QGLVSKSSPK |  | KPRGRNIFKA |  | LFCCFRAQHV |
| GQSSSSTELA |  | AYKEEANTIA |  | KSDLLQCLQY |  | QFYQIPGTCL |  | LPEVTEEDQG |
| RICVVIDLDE |  | TLVHSSFKPI |  | NNADFIVPIE |  | IEGTTHQVYV |  | LKRPYVDEFL |
| RRMGELFECV |  | LFTASLAKYA |  | DPVTDLLDRC |  | GVFRARLFRE |  | SCVFHQGCYV |
| KDLSRLGRDL |  | RKTLILDNSP |  | ASYIFHPENA |  | VPVQSWFDDM |  | ADTELLNLIP |
| IFEELSGAED |  | VYTSLGQLRA |  | P          |  |            |  |            |

A: Аланін

C: Цистеїн

D: Аспарагінова кислота

E: Глутамінова кислота

F: Фенілаланін

G: Гліцин

H: Гістидин

I: Ізолейцин

K: Лізин

L: Лейцин

M: Метіонін

N: Аспарагін

P: Пролін

Q: Глутамін

R: Аргінін

S: Серин

T: Треонін

V: Валін

W: Триптофан

Кодований геном білок за функціями належить до гідролаз, протеїн-фосфатаз, фосфопротеїнів. 
Білок має сайт для зв'язування з іонами металів. 
Локалізований у ядрі.